# Stroitsja most
Stroitsja most (Строится мост) è un film del 1965 diretto da Oleg Nikolaevič Efremov e Gavriil Georgievič Egiazarov.